# Liste des planètes mineures (796001-797000)
Voici la liste des planètes mineures numérotées de 796001 à 797000. Les planètes mineures sont numérotées lorsque leur orbite est confirmée, ce qui peut parfois se produire longtemps après leur découverte. Elles sont classées ici par leur numéro.

## Planètes mineures 796001 à 797000
- (796001) 2008 YU85
- (796002) 2008 YO96
- (796003) 2008 YF105
- (796004) 2008 YG121
- (796005) 2008 YX121
- (796006) 2008 YZ128
- (796007) 2008 YP161
- (796008) 2008 YB177
- (796009) 2008 YP177
- (796010) 2008 YX181
- (796011) 2008 YR186
- (796012) 2008 YD188
- (796013) 2008 YW190
- (796014) 2008 YE193
- (796015) 2008 YS195
- (796016) 2008 YM198
- (796017) 2009 AN7
- (796018) 2009 AD9
- (796019) 2009 AX45
- (796020) 2009 AY51
- (796021) 2009 AA55
- (796022) 2009 AJ56
- (796023) 2009 AZ57
- (796024) 2009 AA58
- (796025) 2009 AH61
- (796026) 2009 AF63
- (796027) 2009 AK65
- (796028) 2009 AW65
- (796029) 2009 AD66
- (796030) 2009 BP14
- (796031) 2009 BX17
- (796032) 2009 BB31
- (796033) 2009 BD32
- (796034) 2009 BM44
- (796035) 2009 BH48
- (796036) 2009 BF55
- (796037) 2009 BY60
- (796038) 2009 BZ68
- (796039) 2009 BM89
- (796040) 2009 BP92
- (796041) 2009 BM109
- (796042) 2009 BO125
- (796043) 2009 BQ136
- (796044) 2009 BJ154
- (796045) 2009 BG171
- (796046) 2009 BV177
- (796047) 2009 BL180
- (796048) 2009 BY195
- (796049) 2009 BR196
- (796050) 2009 BN199
- (796051) 2009 BV200
- (796052) 2009 BA201
- (796053) 2009 BU201
- (796054) 2009 BP202
- (796055) 2009 BL204
- (796056) 2009 BT204
- (796057) 2009 BF206
- (796058) 2009 BM206
- (796059) 2009 BW206
- (796060) 2009 BL208
- (796061) 2009 BS208
- (796062) 2009 BE211
- (796063) 2009 BQ211
- (796064) 2009 BW212
- (796065) 2009 BF214
- (796066) 2009 BC217
- (796067) 2009 BT218
- (796068) 2009 CT5
- (796069) 2009 CO8
- (796070) 2009 CG18
- (796071) 2009 CQ29
- (796072) 2009 CQ43
- (796073) 2009 CL74
- (796074) 2009 CM74
- (796075) 2009 CN74
- (796076) 2009 CU75
- (796077) 2009 CB76
- (796078) 2009 CB77
- (796079) 2009 CN78
- (796080) 2009 CX78
- (796081) 2009 DO
- (796082) 2009 DO2
- (796083) 2009 DS20
- (796084) 2009 DB24
- (796085) 2009 DO27
- (796086) 2009 DO33
- (796087) 2009 DU52
- (796088) 2009 DG54
- (796089) 2009 DA62
- (796090) 2009 DU62
- (796091) 2009 DL85
- (796092) 2009 DC90
- (796093) 2009 DC92
- (796094) 2009 DJ93
- (796095) 2009 DE118
- (796096) 2009 DT129
- (796097) 2009 DQ140
- (796098) 2009 DW149
- (796099) 2009 DP150
- (796100) 2009 DO151
- (796101) 2009 DE152
- (796102) 2009 DC153
- (796103) 2009 DU154
- (796104) 2009 DZ154
- (796105) 2009 DG155
- (796106) 2009 DJ155
- (796107) 2009 DS155
- (796108) 2009 DY156
- (796109) 2009 DY158
- (796110) 2009 DV160
- (796111) 2009 DW160
- (796112) 2009 DN161
- (796113) 2009 DV161
- (796114) 2009 DK162
- (796115) 2009 DM162
- (796116) 2009 DP162
- (796117) 2009 DD163
- (796118) 2009 DL165
- (796119) 2009 DM165
- (796120) 2009 EM1
- (796121) 2009 EY4
- (796122) 2009 EY10
- (796123) 2009 EQ17
- (796124) 2009 EB32
- (796125) 2009 EC33
- (796126) 2009 EJ36
- (796127) 2009 EO37
- (796128) 2009 EE41
- (796129) 2009 EZ41
- (796130) 2009 FF6
- (796131) 2009 FA13
- (796132) 2009 FR30
- (796133) 2009 FC47
- (796134) 2009 FY51
- (796135) 2009 FJ53
- (796136) 2009 FW58
- (796137) 2009 FX60
- (796138) 2009 FM61
- (796139) 2009 FH62
- (796140) 2009 FD76
- (796141) 2009 FH77
- (796142) 2009 FZ79
- (796143) 2009 FA84
- (796144) 2009 FG88
- (796145) 2009 FP88
- (796146) 2009 FD89
- (796147) 2009 FO91
- (796148) 2009 FS91
- (796149) 2009 FD92
- (796150) 2009 FH92
- (796151) 2009 FL92
- (796152) 2009 FN92
- (796153) 2009 FC93
- (796154) 2009 FF94
- (796155) 2009 FJ94
- (796156) 2009 FV97
- (796157) 2009 GB2
- (796158) 2009 GO8
- (796159) 2009 GK9
- (796160) 2009 HJ9
- (796161) 2009 HS14
- (796162) 2009 HV15
- (796163) 2009 HY27
- (796164) 2009 HU29
- (796165) 2009 HY29
- (796166) 2009 HS32
- (796167) 2009 HW33
- (796168) 2009 HA55
- (796169) 2009 HL63
- (796170) 2009 HV65
- (796171) 2009 HA70
- (796172) 2009 HT97
- (796173) 2009 HJ98
- (796174) 2009 HX98
- (796175) 2009 HD114
- (796176) 2009 HN114
- (796177) 2009 HM115
- (796178) 2009 HG120
- (796179) 2009 HT120
- (796180) 2009 HA121
- (796181) 2009 HT121
- (796182) 2009 HR122
- (796183) 2009 HZ122
- (796184) 2009 HR123
- (796185) 2009 HK125
- (796186) 2009 HQ126
- (796187) 2009 HW126
- (796188) 2009 HD129
- (796189) 2009 HT129
- (796190) 2009 HX129
- (796191) 2009 JO6
- (796192) 2009 JW9
- (796193) 2009 JR11
- (796194) 2009 JS13
- (796195) 2009 JA15
- (796196) 2009 JF20
- (796197) 2009 JU20
- (796198) 2009 JD22
- (796199) 2009 JK22
- (796200) 2009 JP22
- (796201) 2009 JE24
- (796202) 2009 JM24
- (796203) 2009 KN3
- (796204) 2009 KK6
- (796205) 2009 KO16
- (796206) 2009 KO21
- (796207) 2009 KJ29
- (796208) 2009 KY40
- (796209) 2009 KB42
- (796210) 2009 KG43
- (796211) 2009 LL7
- (796212) 2009 LJ8
- (796213) 2009 MZ3
- (796214) 2009 MJ11
- (796215) 2009 MQ11
- (796216) 2009 ME12
- (796217) 2009 NM2
- (796218) 2009 OL1
- (796219) 2009 OS2
- (796220) 2009 OA4
- (796221) 2009 OY8
- (796222) 2009 OR26
- (796223) 2009 PF1
- (796224) 2009 PT13
- (796225) 2009 PH22
- (796226) 2009 PL23
- (796227) 2009 QB10
- (796228) 2009 QG12
- (796229) 2009 QY23
- (796230) 2009 QT28
- (796231) 2009 QV28
- (796232) 2009 QD32
- (796233) 2009 QT32
- (796234) 2009 QO34
- (796235) 2009 QE39
- (796236) 2009 QP39
- (796237) 2009 QE57
- (796238) 2009 QG58
- (796239) 2009 QH59
- (796240) 2009 QF63
- (796241) 2009 QZ67
- (796242) 2009 QA71
- (796243) 2009 QC72
- (796244) 2009 QG73
- (796245) 2009 QS73
- (796246) 2009 QP78
- (796247) 2009 QO79
- (796248) 2009 QY79
- (796249) 2009 QV81
- (796250) 2009 QY81
- (796251) 2009 RB5
- (796252) 2009 RF9
- (796253) 2009 RE11
- (796254) 2009 RU14
- (796255) 2009 RX20
- (796256) 2009 RX30
- (796257) 2009 RP49
- (796258) 2009 RX51
- (796259) 2009 RR65
- (796260) 2009 RK66
- (796261) 2009 RH68
- (796262) 2009 RO77
- (796263) 2009 RJ80
- (796264) 2009 RG82
- (796265) 2009 SM14
- (796266) 2009 SE21
- (796267) 2009 SM25
- (796268) 2009 SY28
- (796269) 2009 SB30
- (796270) 2009 SM35
- (796271) 2009 SE51
- (796272) 2009 SL54
- (796273) 2009 SK55
- (796274) 2009 SJ56
- (796275) 2009 SW67
- (796276) 2009 SG68
- (796277) 2009 SN72
- (796278) 2009 SW74
- (796279) 2009 SD76
- (796280) 2009 SP82
- (796281) 2009 SZ92
- (796282) 2009 SH96
- (796283) 2009 SC97
- (796284) 2009 SP109
- (796285) 2009 SX109
- (796286) 2009 SL111
- (796287) 2009 SH117
- (796288) 2009 SM119
- (796289) 2009 ST119
- (796290) 2009 SP125
- (796291) 2009 SW130
- (796292) 2009 SD133
- (796293) 2009 SC143
- (796294) 2009 SM145
- (796295) 2009 SR149
- (796296) 2009 SL161
- (796297) 2009 SO162
- (796298) 2009 SC163
- (796299) 2009 SJ169
- (796300) 2009 SF174
- (796301) 2009 SH176
- (796302) 2009 SJ180
- (796303) 2009 SO181
- (796304) 2009 SS186
- (796305) 2009 SA192
- (796306) 2009 SV219
- (796307) 2009 SK220
- (796308) 2009 SL220
- (796309) 2009 SQ222
- (796310) 2009 SF223
- (796311) 2009 SB224
- (796312) 2009 SF225
- (796313) 2009 SO229
- (796314) 2009 SF242
- (796315) 2009 SV257
- (796316) 2009 SH260
- (796317) 2009 SY269
- (796318) 2009 SM273
- (796319) 2009 SO276
- (796320) 2009 SJ285
- (796321) 2009 SW288
- (796322) 2009 SJ304
- (796323) 2009 SN310
- (796324) 2009 SP315
- (796325) 2009 SC316
- (796326) 2009 SB317
- (796327) 2009 SL317
- (796328) 2009 SD332
- (796329) 2009 SH347
- (796330) 2009 SP355
- (796331) 2009 SH359
- (796332) 2009 SK364
- (796333) 2009 SJ375
- (796334) 2009 SS375
- (796335) 2009 SV375
- (796336) 2009 SQ377
- (796337) 2009 SY377
- (796338) 2009 SK379
- (796339) 2009 SA380
- (796340) 2009 SH380
- (796341) 2009 SF387
- (796342) 2009 SL387
- (796343) 2009 SN387
- (796344) 2009 SZ387
- (796345) 2009 SE389
- (796346) 2009 SP390
- (796347) 2009 SU390
- (796348) 2009 ST391
- (796349) 2009 SZ392
- (796350) 2009 SC393
- (796351) 2009 SF393
- (796352) 2009 SQ393
- (796353) 2009 SH397
- (796354) 2009 SX398
- (796355) 2009 SB399
- (796356) 2009 SK399
- (796357) 2009 SR403
- (796358) 2009 SN406
- (796359) 2009 SL408
- (796360) 2009 SQ409
- (796361) 2009 SZ409
- (796362) 2009 SS412
- (796363) 2009 SQ413
- (796364) 2009 SB414
- (796365) 2009 SZ414
- (796366) 2009 SH415
- (796367) 2009 SQ416
- (796368) 2009 SO420
- (796369) 2009 SS421
- (796370) 2009 SD422
- (796371) 2009 SD423
- (796372) 2009 SS423
- (796373) 2009 SY423
- (796374) 2009 SA424
- (796375) 2009 SE425
- (796376) 2009 SF425
- (796377) 2009 SR426
- (796378) 2009 SZ428
- (796379) 2009 TZ9
- (796380) 2009 TD19
- (796381) 2009 TD23
- (796382) 2009 TT35
- (796383) 2009 TA43
- (796384) 2009 TY49
- (796385) 2009 TB51
- (796386) 2009 TS51
- (796387) 2009 TV54
- (796388) 2009 TJ56
- (796389) 2009 TZ56
- (796390) 2009 UN21
- (796391) 2009 UU23
- (796392) 2009 UC32
- (796393) 2009 UN32
- (796394) 2009 UB36
- (796395) 2009 UK46
- (796396) 2009 UY47
- (796397) 2009 UW48
- (796398) 2009 UH64
- (796399) 2009 UR65
- (796400) 2009 UH66
- (796401) 2009 UL67
- (796402) 2009 UW68
- (796403) 2009 UL75
- (796404) 2009 UY75
- (796405) 2009 US76
- (796406) 2009 UQ77
- (796407) 2009 UO80
- (796408) 2009 UA86
- (796409) 2009 UM100
- (796410) 2009 UW106
- (796411) 2009 UX118
- (796412) 2009 UQ120
- (796413) 2009 UJ124
- (796414) 2009 UM125
- (796415) 2009 UK135
- (796416) 2009 UF142
- (796417) 2009 UG149
- (796418) 2009 UK153
- (796419) 2009 UC159
- (796420) 2009 UF160
- (796421) 2009 UB166
- (796422) 2009 UJ167
- (796423) 2009 UK168
- (796424) 2009 UR170
- (796425) 2009 UT170
- (796426) 2009 UL171
- (796427) 2009 UJ172
- (796428) 2009 UQ173
- (796429) 2009 UH175
- (796430) 2009 UC177
- (796431) 2009 UX177
- (796432) 2009 UX183
- (796433) 2009 UO185
- (796434) 2009 UZ189
- (796435) 2009 UX190
- (796436) 2009 UK191
- (796437) 2009 UU191
- (796438) 2009 UZ191
- (796439) 2009 UB192
- (796440) 2009 UT192
- (796441) 2009 US194
- (796442) 2009 UT194
- (796443) 2009 UC197
- (796444) 2009 UD197
- (796445) 2009 UH197
- (796446) 2009 VQ1
- (796447) 2009 VO5
- (796448) 2009 VQ9
- (796449) 2009 VJ12
- (796450) 2009 VT13
- (796451) 2009 VF19
- (796452) 2009 VR27
- (796453) 2009 VL28
- (796454) 2009 VL31
- (796455) 2009 VX33
- (796456) 2009 VF34
- (796457) 2009 VM43
- (796458) 2009 VP45
- (796459) 2009 VJ54
- (796460) 2009 VY69
- (796461) 2009 VM87
- (796462) 2009 VB98
- (796463) 2009 VX99
- (796464) 2009 VS102
- (796465) 2009 VY106
- (796466) 2009 VX112
- (796467) 2009 VZ119
- (796468) 2009 VM125
- (796469) 2009 VU125
- (796470) 2009 VE126
- (796471) 2009 VS126
- (796472) 2009 VR127
- (796473) 2009 VO129
- (796474) 2009 VS131
- (796475) 2009 VG132
- (796476) 2009 VK132
- (796477) 2009 VA133
- (796478) 2009 WF
- (796479) 2009 WD19
- (796480) 2009 WP30
- (796481) 2009 WV36
- (796482) 2009 WJ54
- (796483) 2009 WQ57
- (796484) 2009 WA63
- (796485) 2009 WC72
- (796486) 2009 WJ73
- (796487) 2009 WF75
- (796488) 2009 WO95
- (796489) 2009 WO96
- (796490) 2009 WW98
- (796491) 2009 WK110
- (796492) 2009 WV111
- (796493) 2009 WG124
- (796494) 2009 WR125
- (796495) 2009 WN126
- (796496) 2009 WD134
- (796497) 2009 WP141
- (796498) 2009 WL146
- (796499) 2009 WZ148
- (796500) 2009 WH149
- (796501) 2009 WE151
- (796502) 2009 WB154
- (796503) 2009 WT155
- (796504) 2009 WS157
- (796505) 2009 WL168
- (796506) 2009 WZ170
- (796507) 2009 WM172
- (796508) 2009 WX182
- (796509) 2009 WD187
- (796510) 2009 WG190
- (796511) 2009 WE191
- (796512) 2009 WD193
- (796513) 2009 WP194
- (796514) 2009 WX198
- (796515) 2009 WO214
- (796516) 2009 WD224
- (796517) 2009 WS234
- (796518) 2009 WS246
- (796519) 2009 WO253
- (796520) 2009 WD254
- (796521) 2009 WZ258
- (796522) 2009 WB264
- (796523) 2009 WR270
- (796524) 2009 WY270
- (796525) 2009 WJ272
- (796526) 2009 WQ275
- (796527) 2009 WY275
- (796528) 2009 WN276
- (796529) 2009 WP278
- (796530) 2009 WT278
- (796531) 2009 WU278
- (796532) 2009 WD279
- (796533) 2009 WT279
- (796534) 2009 WZ279
- (796535) 2009 WK281
- (796536) 2009 WD284
- (796537) 2009 WH284
- (796538) 2009 WA286
- (796539) 2009 WC287
- (796540) 2009 WM287
- (796541) 2009 WF289
- (796542) 2009 WT289
- (796543) 2009 WO291
- (796544) 2009 WR292
- (796545) 2009 WK294
- (796546) 2009 WR294
- (796547) 2009 WG297
- (796548) 2009 WX298
- (796549) 2009 WW299
- (796550) 2009 WG300
- (796551) 2009 WH300
- (796552) 2009 WV300
- (796553) 2009 WG301
- (796554) 2009 WB302
- (796555) 2009 XM4
- (796556) 2009 XF28
- (796557) 2009 XN28
- (796558) 2009 YV7
- (796559) 2009 YB28
- (796560) 2009 YD31
- (796561) 2009 YR31
- (796562) 2009 YB32
- (796563) 2009 YG32
- (796564) 2010 AZ
- (796565) 2010 AQ1
- (796566) 2010 AN10
- (796567) 2010 AA14
- (796568) 2010 AK21
- (796569) 2010 AY26
- (796570) 2010 AV46
- (796571) 2010 AU51
- (796572) 2010 AZ64
- (796573) 2010 AL140
- (796574) 2010 AM152
- (796575) 2010 AN160
- (796576) 2010 AU163
- (796577) 2010 AA165
- (796578) 2010 BR144
- (796579) 2010 BJ146
- (796580) 2010 BK148
- (796581) 2010 CX26
- (796582) 2010 CJ27
- (796583) 2010 CT36
- (796584) 2010 CZ54
- (796585) 2010 CH55
- (796586) 2010 CM72
- (796587) 2010 CA77
- (796588) 2010 CD79
- (796589) 2010 CY82
- (796590) 2010 CG84
- (796591) 2010 CB87
- (796592) 2010 CW94
- (796593) 2010 CZ102
- (796594) 2010 CO104
- (796595) 2010 CO119
- (796596) 2010 CO120
- (796597) 2010 CW121
- (796598) 2010 CM122
- (796599) 2010 CS149
- (796600) 2010 CB159
- (796601) 2010 CJ167
- (796602) 2010 CF271
- (796603) 2010 CV273
- (796604) 2010 CF278
- (796605) 2010 DZ2
- (796606) 2010 DZ9
- (796607) 2010 DF11
- (796608) 2010 DW35
- (796609) 2010 DS41
- (796610) 2010 DA42
- (796611) 2010 DG93
- (796612) 2010 DX99
- (796613) 2010 DG107
- (796614) 2010 DN107
- (796615) 2010 DU107
- (796616) 2010 DW107
- (796617) 2010 DC113
- (796618) 2010 DV113
- (796619) 2010 DY113
- (796620) 2010 DX115
- (796621) 2010 EG31
- (796622) 2010 EC71
- (796623) 2010 EJ74
- (796624) 2010 EK87
- (796625) 2010 EA93
- (796626) 2010 EM95
- (796627) 2010 ES100
- (796628) 2010 EB141
- (796629) 2010 EM173
- (796630) 2010 EP175
- (796631) 2010 ER182
- (796632) 2010 EC190
- (796633) 2010 EH190
- (796634) 2010 EA191
- (796635) 2010 EK191
- (796636) 2010 EU191
- (796637) 2010 FS2
- (796638) 2010 FO26
- (796639) 2010 FQ27
- (796640) 2010 FU97
- (796641) 2010 FC123
- (796642) 2010 FZ133
- (796643) 2010 FB141
- (796644) 2010 FQ143
- (796645) 2010 FX144
- (796646) 2010 FH146
- (796647) 2010 GY119
- (796648) 2010 GF125
- (796649) 2010 GP128
- (796650) 2010 GQ133
- (796651) 2010 GQ135
- (796652) 2010 GC175
- (796653) 2010 GU189
- (796654) 2010 GV190
- (796655) 2010 GN191
- (796656) 2010 GS195
- (796657) 2010 GM201
- (796658) 2010 GN203
- (796659) 2010 GX205
- (796660) 2010 GZ205
- (796661) 2010 GX207
- (796662) 2010 GV209
- (796663) 2010 GY209
- (796664) 2010 GF212
- (796665) 2010 GS212
- (796666) 2010 GU213
- (796667) 2010 HT76
- (796668) 2010 HQ116
- (796669) 2010 HX129
- (796670) 2010 HU131
- (796671) 2010 HK140
- (796672) 2010 HW140
- (796673) 2010 JA44
- (796674) 2010 JG79
- (796675) 2010 JN181
- (796676) 2010 JS182
- (796677) 2010 JQ184
- (796678) 2010 JQ187
- (796679) 2010 JX196
- (796680) 2010 JN197
- (796681) 2010 JR197
- (796682) 2010 JJ200
- (796683) 2010 JS200
- (796684) 2010 JO202
- (796685) 2010 JE204
- (796686) 2010 JJ209
- (796687) 2010 JP209
- (796688) 2010 JW214
- (796689) 2010 JW215
- (796690) 2010 KD39
- (796691) 2010 KY61
- (796692) 2010 KL133
- (796693) 2010 KU141
- (796694) 2010 KD147
- (796695) 2010 KP148
- (796696) 2010 KW150
- (796697) 2010 KU152
- (796698) 2010 KH158
- (796699) 2010 KT160
- (796700) 2010 LZ143
- (796701) 2010 LO148
- (796702) 2010 LE150
- (796703) 2010 LG151
- (796704) 2010 LF152
- (796705) 2010 LU153
- (796706) 2010 LN158
- (796707) 2010 ME128
- (796708) 2010 MQ129
- (796709) 2010 MM130
- (796710) 2010 MN131
- (796711) 2010 NP59
- (796712) 2010 NN123
- (796713) 2010 NH138
- (796714) 2010 NS146
- (796715) 2010 NM147
- (796716) 2010 OB134
- (796717) 2010 OQ145
- (796718) 2010 OC147
- (796719) 2010 OW148
- (796720) 2010 PS22
- (796721) 2010 PG23
- (796722) 2010 PT86
- (796723) 2010 PN90
- (796724) 2010 PX90
- (796725) 2010 PD92
- (796726) 2010 RH
- (796727) 2010 RU16
- (796728) 2010 RT19
- (796729) 2010 RG23
- (796730) 2010 RC25
- (796731) 2010 RP25
- (796732) 2010 RL27
- (796733) 2010 RY27
- (796734) 2010 RP45
- (796735) 2010 RM53
- (796736) 2010 RS58
- (796737) 2010 RY70
- (796738) 2010 RP76
- (796739) 2010 RK79
- (796740) 2010 RK83
- (796741) 2010 RQ87
- (796742) 2010 RF90
- (796743) 2010 RM100
- (796744) 2010 RX114
- (796745) 2010 RK118
- (796746) 2010 RM121
- (796747) 2010 RT128
- (796748) 2010 RK129
- (796749) 2010 RE130
- (796750) 2010 RF134
- (796751) 2010 RW135
- (796752) 2010 RM137
- (796753) 2010 RC145
- (796754) 2010 RG145
- (796755) 2010 RN148
- (796756) 2010 RH153
- (796757) 2010 RT154
- (796758) 2010 RX155
- (796759) 2010 RK159
- (796760) 2010 RG168
- (796761) 2010 RL168
- (796762) 2010 RR172
- (796763) 2010 RR175
- (796764) 2010 RG178
- (796765) 2010 RX181
- (796766) 2010 RB192
- (796767) 2010 RD194
- (796768) 2010 RQ195
- (796769) 2010 RZ203
- (796770) 2010 RR205
- (796771) 2010 RQ206
- (796772) 2010 RR207
- (796773) 2010 RF208
- (796774) 2010 RD209
- (796775) 2010 RK210
- (796776) 2010 RN210
- (796777) 2010 RU210
- (796778) 2010 RY213
- (796779) 2010 RW214
- (796780) 2010 RS215
- (796781) 2010 RR217
- (796782) 2010 RX217
- (796783) 2010 RD218
- (796784) 2010 RA219
- (796785) 2010 RN221
- (796786) 2010 RL222
- (796787) 2010 RK225
- (796788) 2010 RC228
- (796789) 2010 SV4
- (796790) 2010 SD5
- (796791) 2010 SS7
- (796792) 2010 SG17
- (796793) 2010 ST23
- (796794) 2010 SO25
- (796795) 2010 SF29
- (796796) 2010 SM32
- (796797) 2010 SP33
- (796798) 2010 SQ34
- (796799) 2010 SV37
- (796800) 2010 SC47
- (796801) 2010 SZ47
- (796802) 2010 SR50
- (796803) 2010 SK56
- (796804) 2010 SD57
- (796805) 2010 SJ57
- (796806) 2010 SQ57
- (796807) 2010 SY58
- (796808) 2010 SB60
- (796809) 2010 SV60
- (796810) 2010 SZ61
- (796811) 2010 SX62
- (796812) 2010 SD63
- (796813) 2010 SS64
- (796814) 2010 SB66
- (796815) 2010 SE68
- (796816) 2010 TQ
- (796817) 2010 TX
- (796818) 2010 TP1
- (796819) 2010 TC6
- (796820) 2010 TQ10
- (796821) 2010 TW20
- (796822) 2010 TZ26
- (796823) 2010 TX31
- (796824) 2010 TB32
- (796825) 2010 TF37
- (796826) 2010 TL40
- (796827) 2010 TV41
- (796828) 2010 TA43
- (796829) 2010 TN44
- (796830) 2010 TR47
- (796831) 2010 TX51
- (796832) 2010 TC52
- (796833) 2010 TA63
- (796834) 2010 TB64
- (796835) 2010 TH67
- (796836) 2010 TZ67
- (796837) 2010 TH69
- (796838) 2010 TP69
- (796839) 2010 TQ71
- (796840) 2010 TO72
- (796841) 2010 TL76
- (796842) 2010 TV86
- (796843) 2010 TQ88
- (796844) 2010 TL90
- (796845) 2010 TJ93
- (796846) 2010 TF100
- (796847) 2010 TX101
- (796848) 2010 TU110
- (796849) 2010 TJ127
- (796850) 2010 TF136
- (796851) 2010 TW137
- (796852) 2010 TF140
- (796853) 2010 TW147
- (796854) 2010 TP156
- (796855) 2010 TL162
- (796856) 2010 TQ164
- (796857) 2010 TG165
- (796858) 2010 TO170
- (796859) 2010 TJ176
- (796860) 2010 TM185
- (796861) 2010 TG198
- (796862) 2010 TZ198
- (796863) 2010 TY199
- (796864) 2010 TB201
- (796865) 2010 TC201
- (796866) 2010 TF201
- (796867) 2010 TR202
- (796868) 2010 TV209
- (796869) 2010 TF210
- (796870) 2010 TE214
- (796871) 2010 TC219
- (796872) 2010 TJ220
- (796873) 2010 TR220
- (796874) 2010 TK223
- (796875) 2010 TX223
- (796876) 2010 TB224
- (796877) 2010 TT224
- (796878) 2010 TB225
- (796879) 2010 TE225
- (796880) 2010 TW227
- (796881) 2010 TJ228
- (796882) 2010 TW228
- (796883) 2010 TC229
- (796884) 2010 TG231
- (796885) 2010 TV231
- (796886) 2010 TY231
- (796887) 2010 TM233
- (796888) 2010 TN233
- (796889) 2010 TQ235
- (796890) 2010 TQ237
- (796891) 2010 TV237
- (796892) 2010 TF238
- (796893) 2010 TO240
- (796894) 2010 TL242
- (796895) 2010 UJ14
- (796896) 2010 UN32
- (796897) 2010 UU34
- (796898) 2010 UK40
- (796899) 2010 UL49
- (796900) 2010 UV67
- (796901) 2010 UA68
- (796902) 2010 UW68
- (796903) 2010 UD69
- (796904) 2010 US84
- (796905) 2010 UL85
- (796906) 2010 UL87
- (796907) 2010 UQ98
- (796908) 2010 UC103
- (796909) 2010 UB106
- (796910) 2010 UY109
- (796911) 2010 UZ111
- (796912) 2010 UY112
- (796913) 2010 UD116
- (796914) 2010 UT118
- (796915) 2010 UD120
- (796916) 2010 UE120
- (796917) 2010 UH121
- (796918) 2010 UL122
- (796919) 2010 UN122
- (796920) 2010 UA123
- (796921) 2010 UY123
- (796922) 2010 UD124
- (796923) 2010 UB125
- (796924) 2010 UZ125
- (796925) 2010 UV126
- (796926) 2010 UH129
- (796927) 2010 UY129
- (796928) 2010 UL130
- (796929) 2010 UN130
- (796930) 2010 US130
- (796931) 2010 UH132
- (796932) 2010 UO133
- (796933) 2010 US133
- (796934) 2010 UJ134
- (796935) 2010 UP134
- (796936) 2010 UQ135
- (796937) 2010 UR136
- (796938) 2010 UD139
- (796939) 2010 VF9
- (796940) 2010 VF10
- (796941) 2010 VH13
- (796942) 2010 VD22
- (796943) 2010 VK23
- (796944) 2010 VV24
- (796945) 2010 VK28
- (796946) 2010 VP40
- (796947) 2010 VQ40
- (796948) 2010 VY49
- (796949) 2010 VB50
- (796950) 2010 VW52
- (796951) 2010 VP64
- (796952) 2010 VP72
- (796953) 2010 VH75
- (796954) 2010 VL78
- (796955) 2010 VQ79
- (796956) 2010 VT87
- (796957) 2010 VM90
- (796958) 2010 VX92
- (796959) 2010 VD95
- (796960) 2010 VA96
- (796961) 2010 VV108
- (796962) 2010 VO109
- (796963) 2010 VN112
- (796964) 2010 VJ115
- (796965) 2010 VH119
- (796966) 2010 VD120
- (796967) 2010 VL120
- (796968) 2010 VT125
- (796969) 2010 VZ131
- (796970) 2010 VB132
- (796971) 2010 VY133
- (796972) 2010 VJ134
- (796973) 2010 VA139
- (796974) 2010 VO143
- (796975) 2010 VR148
- (796976) 2010 VF154
- (796977) 2010 VV156
- (796978) 2010 VM158
- (796979) 2010 VC175
- (796980) 2010 VK175
- (796981) 2010 VK182
- (796982) 2010 VV189
- (796983) 2010 VK190
- (796984) 2010 VD194
- (796985) 2010 VP197
- (796986) 2010 VW215
- (796987) 2010 VB218
- (796988) 2010 VX219
- (796989) 2010 VF231
- (796990) 2010 VZ233
- (796991) 2010 VM234
- (796992) 2010 VZ234
- (796993) 2010 VW235
- (796994) 2010 VP236
- (796995) 2010 VC237
- (796996) 2010 VC240
- (796997) 2010 VC245
- (796998) 2010 VR245
- (796999) 2010 VW247
- (797000) 2010 VJ248